# Кодля
Кодля (рум. Codlea) — місто у повіті Брашов в Румунії, що має статус муніципію.
Місто розташоване на відстані 149 км на північ від Бухареста, 13 км на захід від Брашова.

## Населення
За даними перепису населення 2002 року у місті проживали 24 286 осіб.
Національний склад населення міста:
| Національність            | Кількість осіб | Відсоток |
| ------------------------- | -------------- | -------- |
| румуни                    | 22518          | 92,7%    |
| угорці                    | 917            | 3,8%     |
| цигани                    | 424            | 1,7%     |
| німці                     | 367            | 1,5%     |
| українці                  | 15             | 0,1%     |
| чанго                     | 6              | < 0,1%   |
| росіяни-липовани          | 5              | < 0,1%   |
| турки                     | 2              | < 0,1%   |
| греки                     | 2              | < 0,1%   |
| чехи                      | 2              | < 0,1%   |
| серби                     | 1              | < 0,1%   |
| болгари                   | 1              | < 0,1%   |
| євреї                     | 1              | < 0,1%   |
| поляки                    | 1              | < 0,1%   |
| не вказали національність | 2              | < 0,1%   |

Рідною мовою назвали:
| Мова             | Кількість осіб | Відсоток |
| ---------------- | -------------- | -------- |
| румунська        | 22858          | 94,1%    |
| угорська         | 859            | 3,5%     |
| німецька         | 329            | 1,4%     |
| циганська        | 188            | 0,8%     |
| українська       | 16             | 0,1%     |
| російська        | 4              | < 0,1%   |
| турецька         | 2              | < 0,1%   |
| сербська         | 2              | < 0,1%   |
| болгарська       | 1              | < 0,1%   |
| грецька          | 1              | < 0,1%   |
| єврейська (їдиш) | 1              | < 0,1%   |
| чеська           | 1              | < 0,1%   |
| польська         | 1              | < 0,1%   |

Склад населення міста за віросповіданням:
| Релігія                                       | Кількість осіб | Відсоток |
| --------------------------------------------- | -------------- | -------- |
| православні                                   | 21074          | 86,8%    |
| римо-католики                                 | 899            | 3,7%     |
| п'ятдесятники                                 | 756            | 3,1%     |
| бретрени                                      | 525            | 2,2%     |
| лютерани (Аугсбурзького сповідання)           | 247            | 1,0%     |
| реформати                                     | 194            | 0,8%     |
| лютерани (Синодально-пресвітеріанська церква) | 102            | 0,4%     |
| адвентисти                                    | 80             | 0,3%     |
| унітарії                                      | 66             | 0,3%     |
| лютерани                                      | 61             | 0,3%     |
| греко-католики                                | 50             | 0,2%     |
| баптисти                                      | 42             | 0,2%     |
| не релігійні                                  | 19             | 0,1%     |
| мусульмани                                    | 3              | < 0,1%   |
| старообрядці                                  | 3              | < 0,1%   |
| атеїсти                                       | 3              | < 0,1%   |
| юдеї                                          | 2              | < 0,1%   |
| не вказали релігію                            | 6              | < 0,1%   |

## Зовнішні посилання
- Дані про місто Кодля на сайті Ghidul Primăriilor [Архівовано 21 Грудня 2011 у Wayback Machine.]